# Luka Lochoshvili
 Luka Lochoshvili (georgiano: ლუკა ლოჩოშვილი; Tiflis, 29 de mayo de 1998) es un futbolista georgiano que juega como defensa en el 1. F. C. Núremberg de la 2. Bundesliga.

## Trayectoria
Debutó como profesional en la Superliga de Eslovaquia con el MŠK Žilina contra el FC DAC 1904 Dunajská Streda el 6 de abril de 2019.
El 27 de febrero de 2022, jugando en un partido del Wolfsberger AC contra Austria Wien en Viena, Georg Teigl de Austria Wien quedó inconsciente después de chocar con la rodilla de Nikolas Veratschnig de Wolfsberger AC. Lochoshvili despejó las vías respiratorias de Teigl, que se había atragantado con su propia lengua. Teigl también sufrió una fractura craneal, así como una fractura del arco cigomático y una fractura de la mandíbula. Después de recibir asistencia médica, pudo abandonar el campo de juego con ayuda de los jugadores y fue trasladado a un hospital local. Teigl agradeció a Lochoshvili al día siguiente en una publicación de Instagram, diciendo: «GRACIAS, @lukaloch, por reaccionar tan rápidamente. Es muy probable que tu intervención me haya salvado la vida». Posteriormente, Lochoshvili recibió la Cruz de Honor junto con Christopher Wernitznig de manos del estado de Carintia, y ganó el premio Fair Play en los Premios The Best FIFA de 2022.

## Selección nacional
Debutó con la selección nacional de fútbol de Georgia el 5 de septiembre de 2021 en un partido de clasificación para la Copa del Mundo contra España que se jugó en el estadio Nuevo Vivero de Badajoz. Fue titular y jugó a lo largo de todo el partido, que terminó con un 4-0 para los locales.

### Participaciones en Eurocopas
| Copa          | Sede     | Resultado        | Partidos | Goles |
| ------------- | -------- | ---------------- | -------- | ----- |
| Eurocopa 2024 | Alemania | Octavos de final | 4        | 0     |

## Estadísticas

### Clubes
Actualizado al último partido disputado el 16 de diciembre de 2023.
| Club                        | Div.          | Temporada     | Liga  | Liga  | Copas nacionales | Copas nacionales | Copas internacionales | Copas internacionales | Total | Total |
| Club                        | Div.          | Temporada     | Part. | Goles | Part.            | Goles            | Part.                 | Goles                 | Part. | Goles |
| --------------------------- | ------------- | ------------- | ----- | ----- | ---------------- | ---------------- | --------------------- | --------------------- | ----- | ----- |
| SK Dinamo Tiflis II Georgia | 2.ª           | 2013-14       | 1     | 0     | ―                | ―                | ―                     | ―                     | 34    | 1     |
| SK Dinamo Tiflis II Georgia | Total club    | Total club    | 1     | 0     | 0                | 0                | 0                     | 0                     | 1     | 0     |
| SK Dinamo Tiflis Georgia    | 1.ª           | 2016          | 5     | 0     | 0                | 0                | ―                     | ―                     | 5     | 0     |
| SK Dinamo Tiflis Georgia    | 1.ª           | 2017          | 17    | 1     | 1                | 0                | ―                     | ―                     | 18    | 1     |
| SK Dinamo Tiflis Georgia    | 1.ª           | 2018          | 21    | 0     | 1                | 0                | 2                     | 0                     | 24    | 0     |
| MŠK Žilina II · Eslovaquia  | 2.ª           | 2018-19       | 5     | 1     | ―                | ―                | ―                     | ―                     | 5     | 1     |
| MŠK Žilina · Eslovaquia     | 1.ª           | 2018-19       | 3     | 0     | 0                | 0                | ―                     | ―                     | 3     | 0     |
| MŠK Žilina · Eslovaquia     | Total club    | Total club    | 3     | 0     | 0                | 0                | 0                     | 0                     | 3     | 0     |
| MŠK Žilina II · Eslovaquia  | 2.ª           | 2019-20       | 5     | 0     | ―                | ―                | ―                     | ―                     | 5     | 0     |
| MŠK Žilina II · Eslovaquia  | Total club    | Total club    | 10    | 1     | 0                | 0                | 0                     | 0                     | 10    | 1     |
| SK Dinamo Tiflis Georgia    | 1.ª           | 2020          | 10    | 0     | 1                | 0                | 1                     | 0                     | 12    | 0     |
| SK Dinamo Tiflis Georgia    | Total club    | Total club    | 53    | 1     | 3                | 0                | 3                     | 0                     | 59    | 1     |
| Wolfsberger AC · Austria    | 1.ª           | 2020-21       | 22    | 1     | 4                | 0                | 8                     | 0                     | 34    | 1     |
| Wolfsberger AC · Austria    | 1.ª           | 2021-22       | 29    | 1     | 4                | 0                | ―                     | ―                     | 33    | 1     |
| Wolfsberger AC · Austria    | 1.ª           | 2022-23       | 2     | 0     | 1                | 0                | 1                     | 0                     | 4     | 0     |
| Wolfsberger AC · Austria    | Total club    | Total club    | 53    | 2     | 9                | 0                | 9                     | 0                     | 71    | 2     |
| U. S. Cremonese · Italia    | 1.ª           | 2022-23       | 25    | 1     | 2                | 0                | ―                     | ―                     | 27    | 1     |
| U. S. Cremonese · Italia    | 2.ª           | 2023-24       | 8     | 0     | 2                | 0                | ―                     | ―                     | 10    | 0     |
| U. S. Cremonese · Italia    | Total club    | Total club    | 33    | 1     | 4                | 0                | 0                     | 0                     | 37    | 1     |
| Total carrera               | Total carrera | Total carrera | 153   | 5     | 16               | 0                | 12                    | 0                     | 181   | 5     |